# Dwór w Janówku
Dwór w Janówku (niem. Schloss Ober Johnsdorf) – dwór wybudowany w miejscowości Janówek.
Piętrowy dwór wybudowany w stylu klasycystycznym na rzucie prostokąta, kryty dachem naczółkowym. Od frontu dwupiętrowy ryzalit szeroki na trzy okna, zwieńczony trójkątnym frontonem. Przy dworze folwark z początku XX w., park z XIX/XX w. zdewastowany cmentarz rodowy dawnych właścicieli z drugiej połowy XIX w. Dwór z folwarkiem znajduje się w Gminnym wykazie obiektów zabytkowych oraz w strefie ochrony konserwatorskiej.
Właściciele
- von Poser (1765),
- von Schikfus (1785, 1825),
- Stephan (1840, 1870)[1].

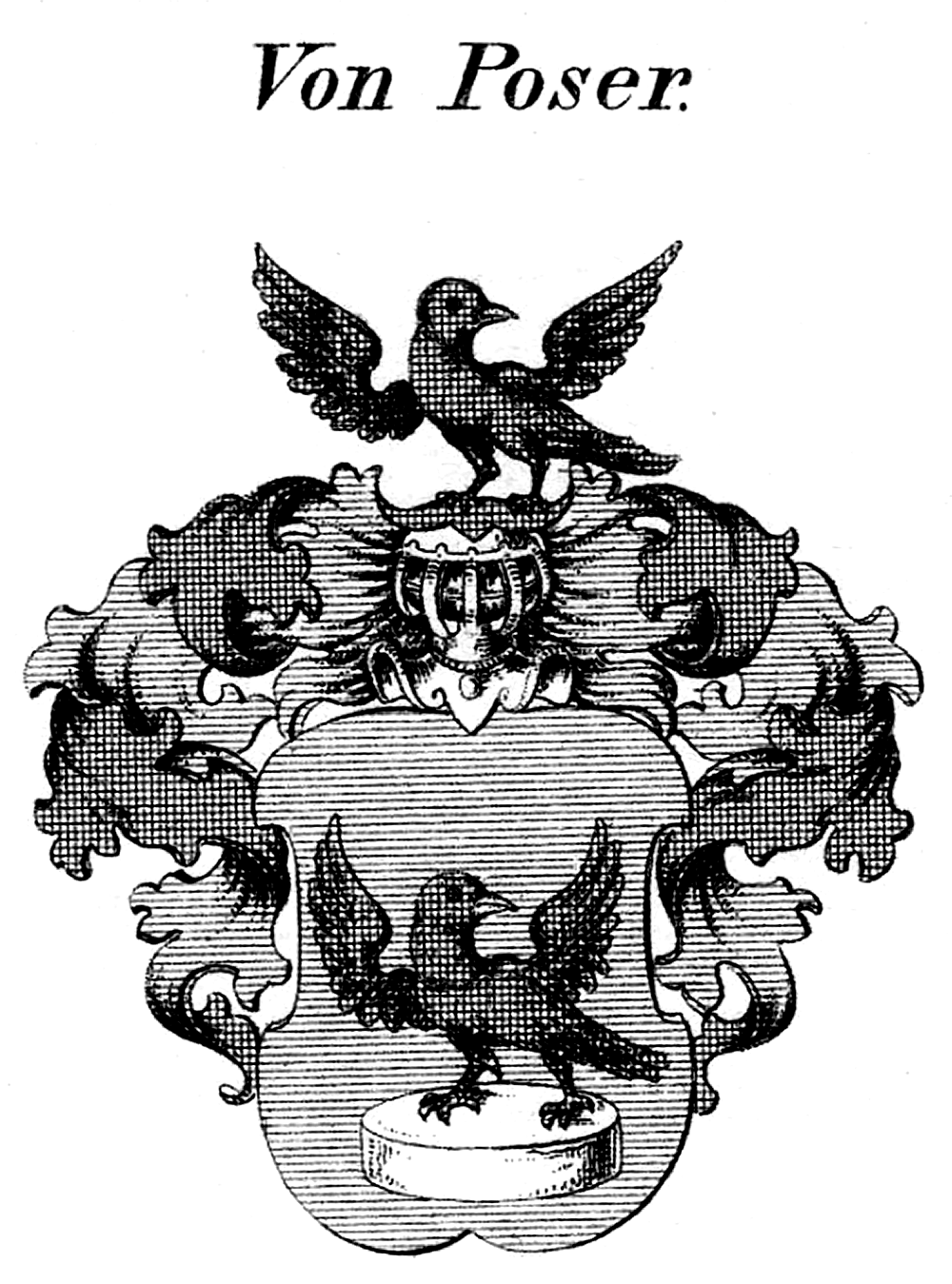
Herb von Poser
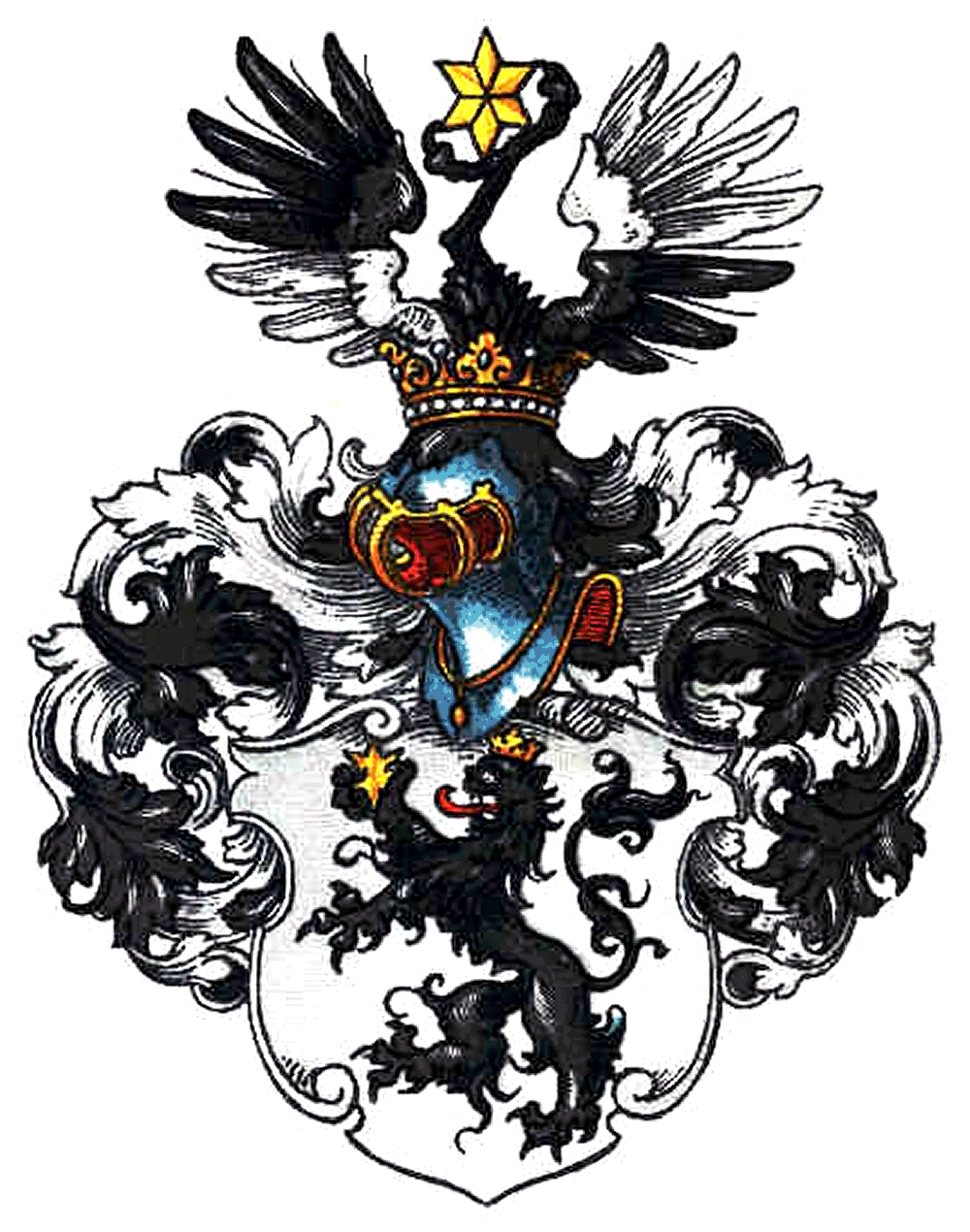
Herb von Schickfus
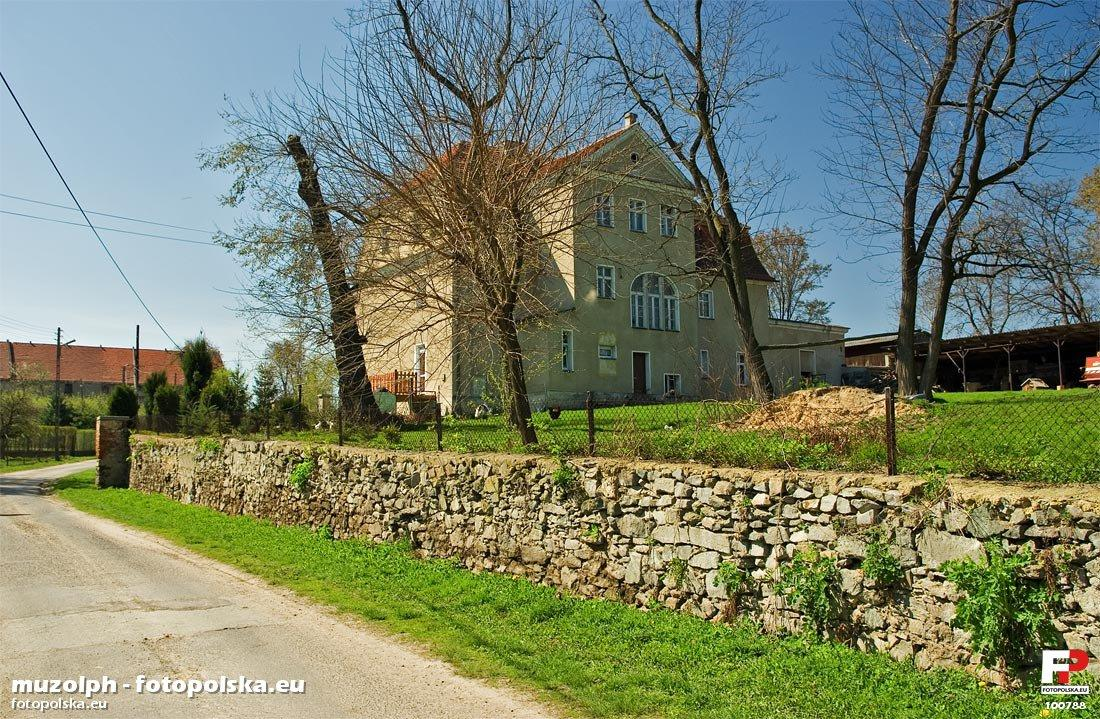
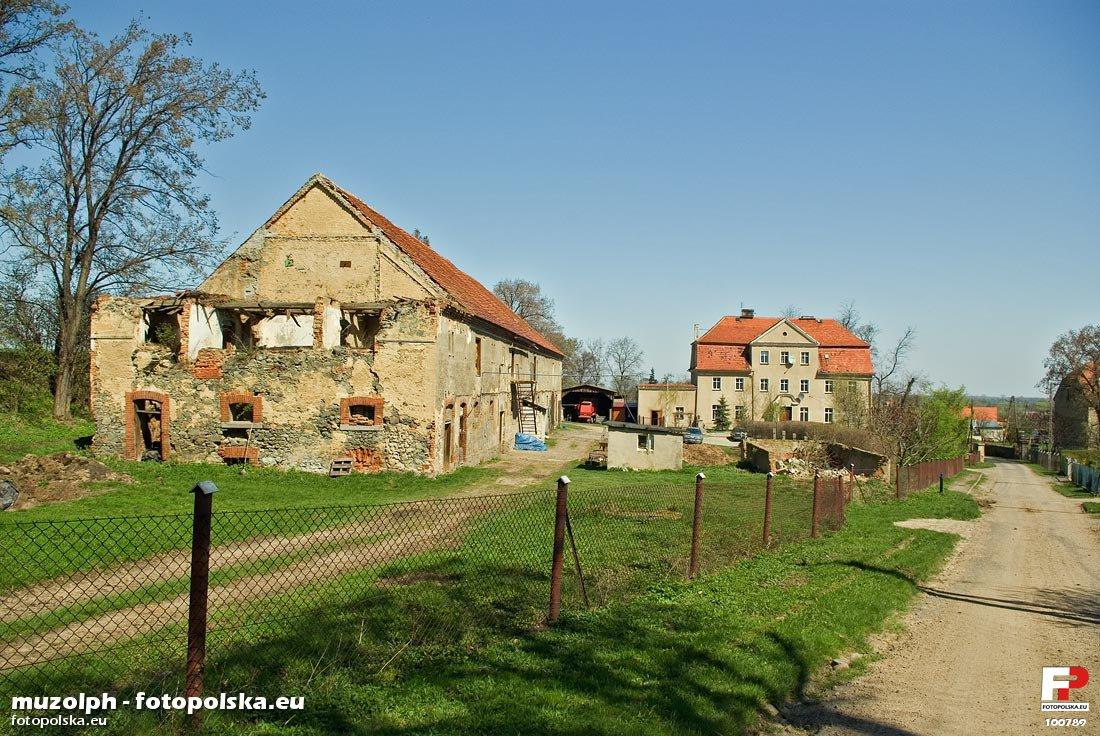